# Josef Kadraba
Josef Kadraba (Řevničov, Checoslovaquia, 29 de septiembre de 1933-Praga, 5 de agosto de 2019) fue un futbolista checo naturalizado austríaco que jugaba como delantero.

## Biografía

### Inicios
Comenzó su carrera profesional en 1953, en el Slavoj Liberec. Al año siguiente jugó para el Tankista Praga. En 1955, se incorporó al Sparta Praga, donde anotó 65 goles en 70 partidos. En 1958, se unió al SONP Kladno, que en ese entonces militaba en la segunda división. En 1960, el club ascendió a la Primera División de Checoslovaquia, siendo Kadraba uno de los mejores delanteros del campeonato. Permaneció en el equipo hasta 1965, cuando fichó por el Slavia Praga. 

### Exilio en Austria
En 1967, el Slavia Praga regresaba de Israel e hizo una escala en Viena. Kadraba se quedó en Austria y obtuvo un permiso de residencia de cinco años, pero no estaba autorizado a jugar al fútbol profesionalmente. Jugó para el SC Hinteregger de la Wiener Stadtliga  (Liga de Fútbol de la Ciudad de Viena). En 1971, el equipo ascendió a la Regionalliga, segunda categoría del fútbol austríaco en ese entonces. En 1972, expiró su permiso de residencia. Pese a que las autoridades comunistas checoslovacas se lo prohibieron, él se instaló definitivamente en Viena. Como represalia, no le permitieron regresar a su país, y en caso de que lo hiciera, sería sentenciado a dos años de prisión. Poco tiempo después, Kadraba obtuvo la ciudadanía austríaca. Su último club fue el SK Slovan Viena, en el que jugó de 1973 hasta 1979, retirándose a la edad de 46 años. Exiliado en Viena, en 1980 recibió con los brazos abiertos en la estación de tren de la capital austríaca a sus compatriotas František Veselý primero y poco después a Antonín Panenka, a quienes ayudó en sus nuevas circunstancias en Austria.
Veselý jugó en el Rapid Viena medio año antes que Panenka. «Kadraba fue nuestro ángel guardián en Viena. Yo no podía hablar una sola palabra en alemán. Y él me ayudó a organizar todo. Documentos, seguros, licencia de conducir, todo. No sé qué hubiera hecho sin él», recordaba Antonín Panenka.

## Selección nacional
Fue internacional con la selección de fútbol de Checoslovaquia en diecisiete ocasiones y marcó nueve goles. Formó parte de la selección subcampeona de la Copa del Mundo de 1962, marcando el primer gol de la semifinal contra Yugoslavia.

### Participaciones en Copas del Mundo
| Mundial                        | Sede  | Resultado  | Partidos | Goles |
| ------------------------------ | ----- | ---------- | -------- | ----- |
| Copa Mundial de Fútbol de 1962 | Chile | Subcampeón | 3        | 1     |

## Clubes
| Club            | País           | Año       |
| --------------- | -------------- | --------- |
| Slavoj Liberec  | Checoslovaquia | 1953      |
| Tankista Praga  | Checoslovaquia | 1954-1955 |
| Sparta Praga    | Checoslovaquia | 1955-1957 |
| SONP Kladno     | Checoslovaquia | 1958-1965 |
| Slavia Praga    | Checoslovaquia | 1965-1967 |
| SC Hinteregger  | Austria        | 1967-1973 |
| SK Slovan Viena | Austria        | 1973-1979 |

## Palmarés

### Campeonatos nacionales
| Título                     | Club           | País           | Año  |
| -------------------------- | -------------- | -------------- | ---- |
| Segunda División (grupo A) | SONP Kladno    | Checoslovaquia | 1960 |
| Wiener Stadtliga           | SC Hinteregger | Austria        | 1971 |

### Distinciones individuales
| Distinción        | Año  |
| ----------------- | ---- |
| Cena Václava Jíry | 1997 |